# Distrito fitogeográfico pampeano uruguayense

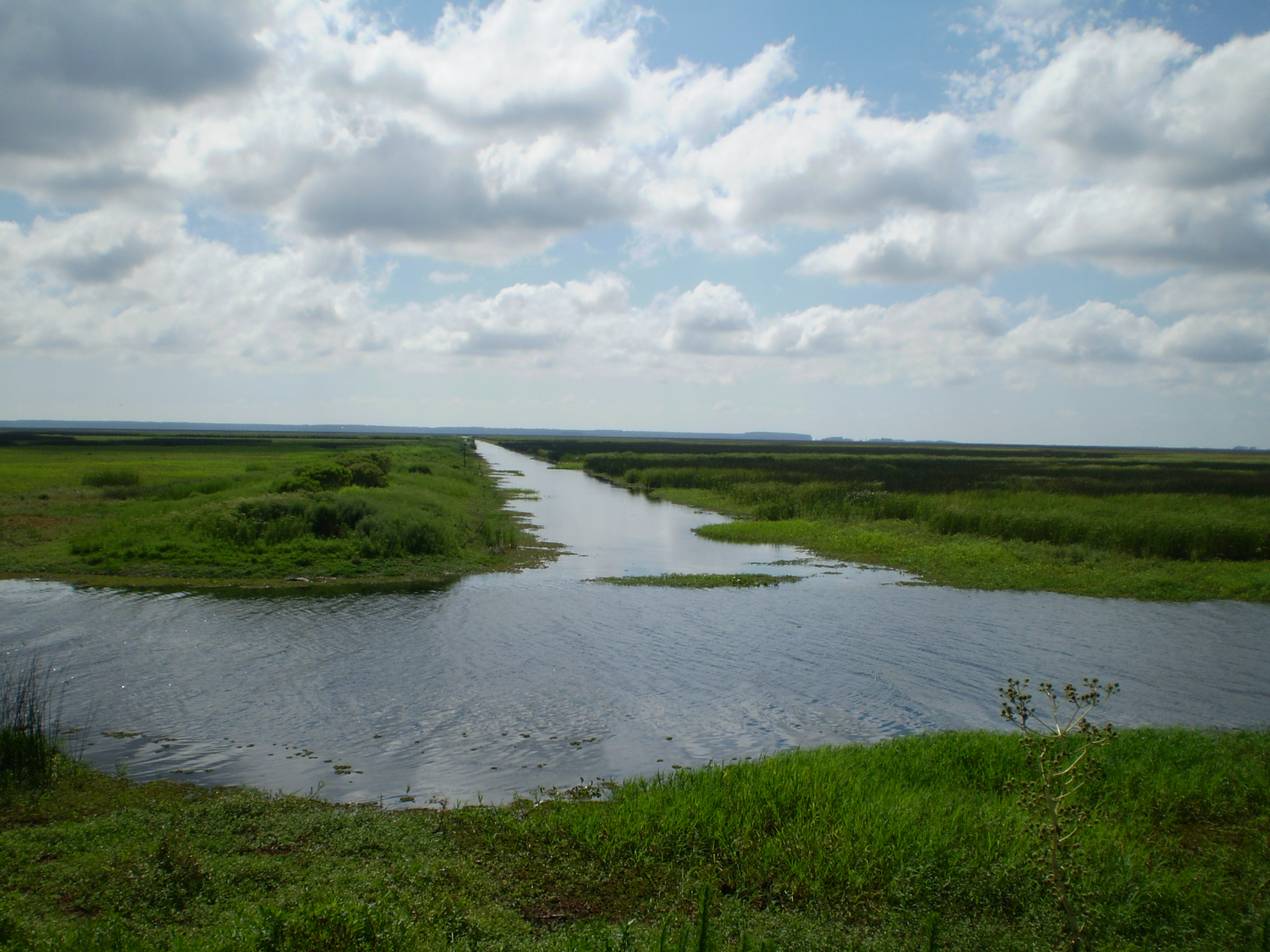
Pastizales y humedales en la estación ecológica de Taim, situada en el estado brasileño de Río Grande del Sur.

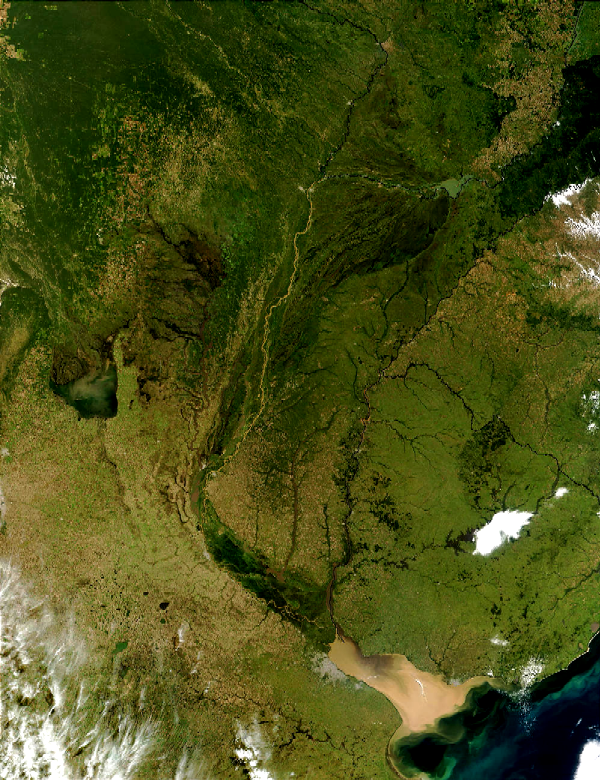
El sector norte de la provincia fitogeográfica pampeana es el que comprende este distrito.

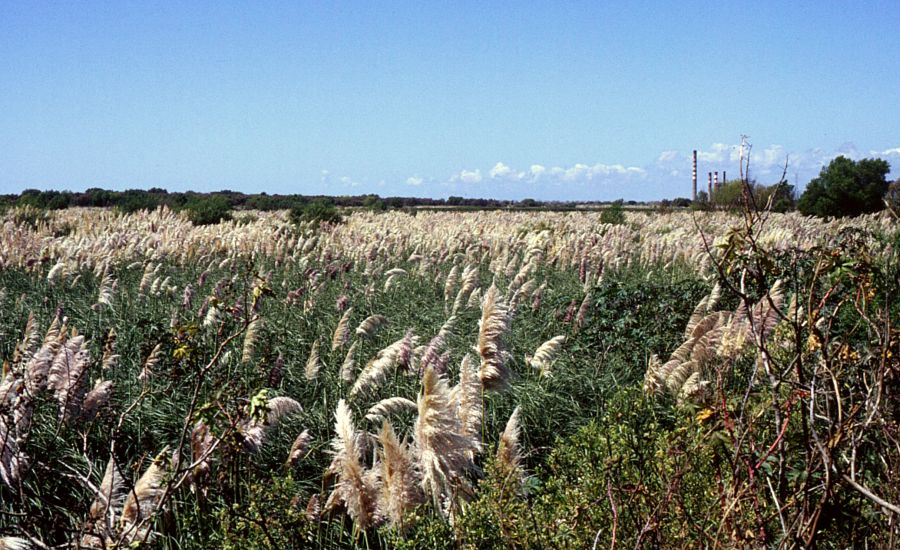
Cortaderia selloana en la reserva ecológica Costanera Sur. Esta es una gramínea característica de esta formación.

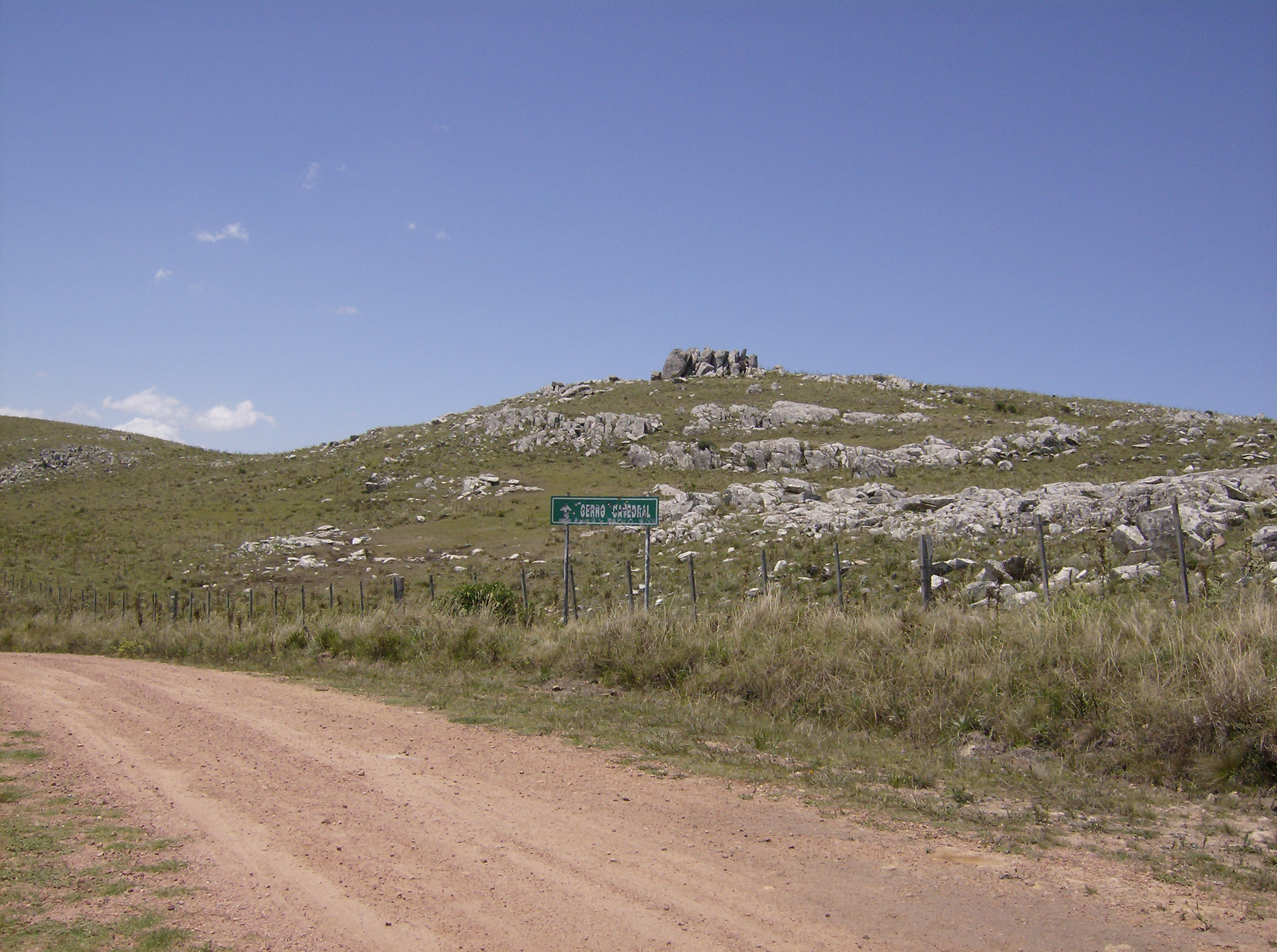
El cerro Catedral, de 513, se encuentra ubicado al norte del departamento de Maldonado, en el sudeste del Uruguay. Posee vegetación característica de esta formación.

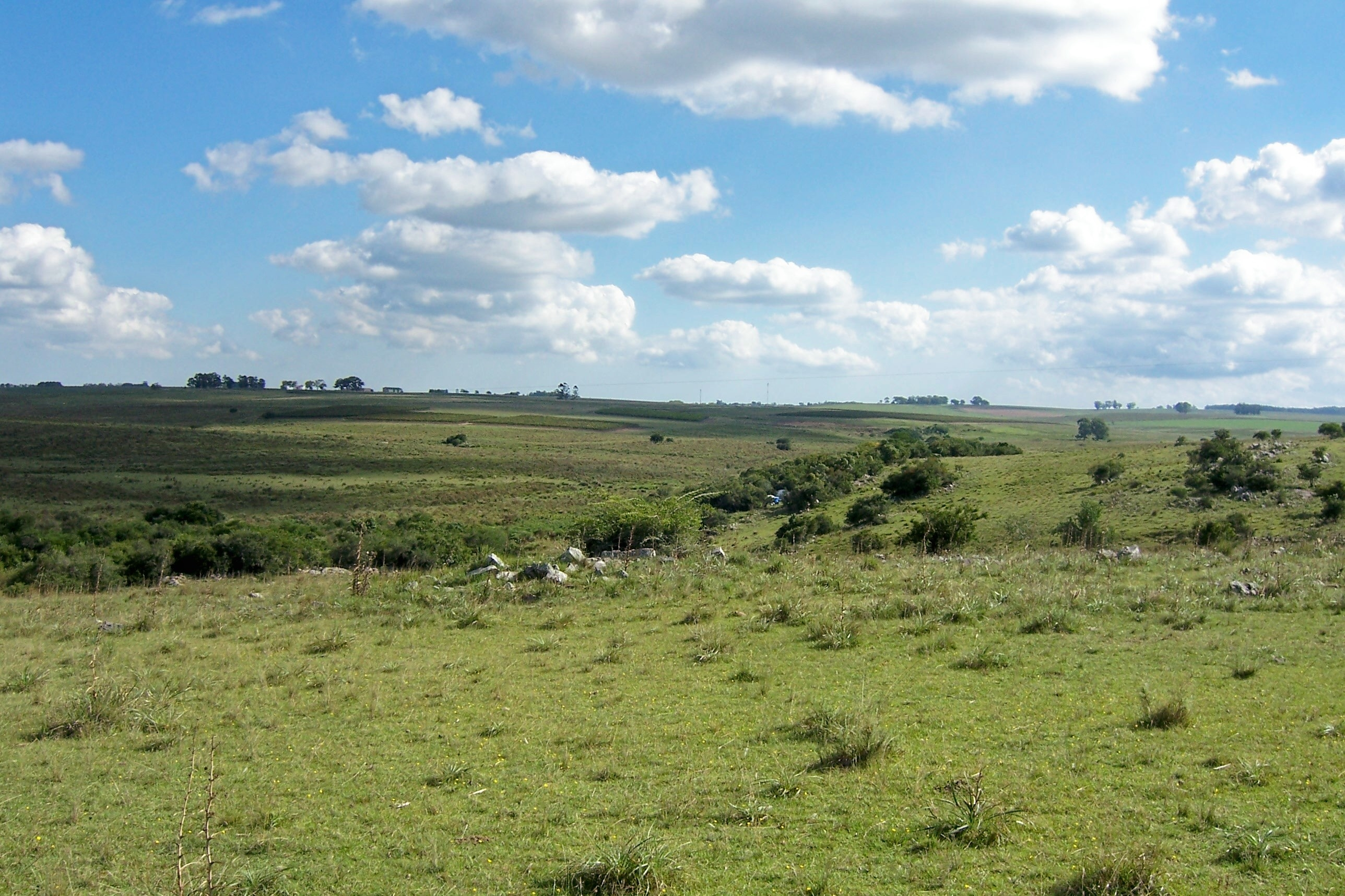
Pradera próxima a la sierra de Mal Abrigo, departamento de San José, Uruguay. Posee vegetación característica de esta formación.

El distrito fitogeográfico pampeano uruguayense es uno de los distritos fitogeográficos en que se divide la provincia fitogeográfica pampeana. Se extiende por las llanuras orientales del Cono Sur americano, salpicada de lagunas, bañados, arroyos, y escasos cordones serranos. Incluye formaciones de estepas y praderas, en su mayor parte.

## Sinonimia
Es también llamado: Formación Uruguaya, "Região da Estepe (Campanha Gaúcha)", y "Região da Savana Estépica (Campanha Gaúcha)". En el contexto de la Provincia fitogeográfica, es también llamado Formación de las Pampas, Formación de la Pampa, Pradera Pampeana, Pastizal Pampeano, Estepa Pampeana, Pampa, Plana Bonariense, Provincia Bonariense.

## Distribución
Este distrito fitogeográfico se ubica en las llanuras orientales del Cono Sur americano. Se distribuye en la mitad sur del estado brasileño de Río Grande del Sur; gran parte del Uruguay; y en la Argentina se lo encuentra en las provincias de: Entre Ríos —en el sudeste—, el sur de Santa Fe, y el extremo norte de la Provincia de Buenos Aires.
Tiene costas sobre el océano Atlántico. La altitud va desde el nivel del mar hasta los 600 m s. n. m.

## Afinidades florísticas
Este Distrito fitogeográfico guarda estrecha relación con el distrito fitogeográfico pampeano oriental de la misma provincia fitogeográfica. En su zona norte, forma un ecotono con el distrito fitogeográfico de los campos y malezales de la provincia fitogeográfica paranaense. También repite muchos elementos de las abras de la provincia fitogeográfica del espinal, y del distrito fitogeográfico de las sabanas de la provincia fitogeográfica chaqueña.
Al ser su constitución de origen reciente, sobre ella han avanzado elementos de las Provincias fitogeográficas vecinas, amalgamándose en un campo propicio para su expansión.

## Características
Este distrito fitogeográfico se caracteriza por presentar un pleno dominio de gramíneas mesófilas subtropicales: Andropogoneas y Paniceas, mientras que escasean las especies de algunos de los géneros que son prolíficos en los otros distritos. 
Resalta la total ausencia de especies arbóreas. La comunidad climáxica es la estepa o pseudoestepa de gramíneas, de una altura de alrededor de 60 a 100 cm, la cual se ve modificada principalmente en función de las variaciones del suelo y clima, especialmente la disminución de las precipitaciones de nordeste a sudoeste. Posee dos descansos anuales, uno en el invierno y otro en el estío. 
En cada una de las estaciones desfavorables, la parte aérea se seca, pero las matas mantienen renuevos en sus bases, listas para volver a recomponer la estructura perdida cuando las condiciones sean favorables. Si el invierno no fue crudo, la vegetación funciona como sabana, con solo un descanso, estival. Si los veranos son lluviosos, la vegetación funciona como pradera, con solo un descanso, invernal.
Las Poáceas son acompañadas otras herbáceas y, en algunos sectores, por sufrútices o pequeños arbustos. Dominan los hemicriptófitos cespitosos. Solo en las sierras estos últimos logran mayor porte y variedad. Exceptuando en los sistemas serranos, faltan las leñosas y algunas familias características de América del Sur, por ejemplo las Bromeliaceae y las Cactaceae. La mayor parte de los componentes tienen algunas características de xerofilia.
Cambios no climáxicos generan penetraciones de vegetación no pampeana, en especial en las costas de ríos y arroyos, en las barrancas, y en las sierras. También presenta comunidades edáficas propias, en los cordones dunícolas, serranos, humedales, sectores halófitos, etc.
Dada la fertilidad del terreno, esta formación ha sido históricamente alterada en forma intensiva, especialmente por la agricultura, y la ganadería. Son muy escasos los sectores no afectados, que mantienen aún su vegetación prístina, generalmente junto a vías férreas o caminos, por lo que la real composición de la vegetación en muchas áreas solo fue posible definirla con cierto grado de conjetura, siendo imposible aseguran que aún en los relictos se observe fielmente la vegetación pampeana original. Los sectores agropecuariamente más marginales, por poseer suelos de inferior aptitud, como los serranos y los inundables han sido comparativamente menos modificados.

## Suelos
Sus fértiles suelos se han formado por múltiples depósitos de cenizas volcánicas de erupciones andinas cuaternarias transportadas por el viento. 
Los suelos en general se presentan con horizontes subsuperficiales arcillosos, y superficiales pardos o negros, ricos, profundos, fértiles, con altos contenidos de materia orgánica y nutrientes; son clasificados como molisoles, poseyendo excelente aptitud agrícola lo que, junto a la proximidad a los grandes puertos, ha motivado su aprovechamiento, desarrollándose en ellos una de las mayores áreas productivas en el mundo, perdiéndose con ello el conjunto florístico original casi por completo en los sectores más transformados.
En el pedemonte de las sierras orientales, bajo una delgada capa fértil, se encuentran suelos esqueléticos, de rocas cristalinas o areniscas.
En algunas partes con relieves muy planos o de drenajes pobres, se presentan sistemas de lagunas, así como depresiones sujetas a inundaciones periódicas.

## Relieve
El relieve es suave, ondulado en una penillanura por efecto de la erosión fluvial, lo que genera microclimas menos o más heladores, lo que redunda en una flora variada en una misma localidad. Solo el área entre el océano Atlántico y el río Uruguay posee algunos cordones serranos de poca altitud, pero que cuentan con una vegetación petrofítica peculiar. 

## Clima
Los tipos climáticos más característicos son el Pampeano subtropical y el Subtropical marítimo. Hacia el sudoeste se presente un sector con Pampeano típico, mientras que al sector este lo cubre una ancha franja de clima subtropical húmedo. Marginalmente, en la zona de Maldonado, se encuentra el clima Marítimo cálido.
Las temperaturas medias anuales varían de 17 °C en el sudoeste hasta cerca de 19 °C en el norte.
Las precipitaciones están distribuidas durante todo el año, aunque son más intensas en las estaciones transicionales, siendo en general insuficientes durante el verano y escasas en el invierno. Disminuyen desde los 1500 mm en el nordeste hasta los 900 mm anuales aproximadamente en el sudoeste.
Las heladas invernales se presentan en toda la región. La nieve es excepcional.

## Especies principales
La comunidad climáxica de este distrito es la estepa o pseudoestepa de gramíneas, denominada localmente: flechillar. Los principales taxones de Poáceas son: Piptochaetium montevidense, Aristida murina, Bouteloua megapotamica, Elionurus, Melica papilionacea, Poa lanuginosa, Panicum racemosum, Panicum milioides, Panicum bergii, Andropogon consanguineus, Briza triloba, Bothriochloa laguroides, Bothriochloa barbinodis, Andropogon paniculatus, Cenchrus pauciflorus, Stipa tenuissima, Stipa neesiana, Stipa brachychaeta, Poa lanigera, Eragrostis megastachya, Paspalum dilatatum, etc. 
Entre las hierbas no-graminosas acompañantes encontramos: Oxalis, Polygala linoides, Trifolium polymorphum, Vittadinia trifurcata, Conyza chilense, Conyza monorchis, Anemone decapetala, etc.
Entre los sufrutices y arbustos destacan: Heimia salicifolia, Vernonia rubricaulis, Eupatorium hirsutum, Eupatorium buniifolium, Baccharis coridifolia, Baccharis notosergila, Baccharis articulata, etc.
Se presentan algunas comunidades edáficas o serales: estepas sammófilas, estepas halófitas, etc.
En los humedales se observan pajonales y juncales de Panicum grumosum, Scirpus giganteus, Schoenoplectus californicus, etc.